# Zbójnica krwista
Zbójnica krwista (Formica sanguinea) – gatunek mrówki z podrodziny Formicinae.
Jest gatunkiem mrówek leśnych stosującym niewolnictwo na innych gatunkach i posiadającym system kastowy. W odróżnieniu od mrówki amazonki potrafi sama wykonywać wszystkie prace w gnieździe.
Zbójnica krwista wykorzystuje inne mrówki z rodzaju Formica (pierwomrówka łagodna, pierwomrówka żwirowa, pierwomrówka krasnolica), które co jakiś czas napada w celu porwania do swojego gniazda nowych poczwarek. Mrówki wyhodowane z porwanych poczwarek wykonują prace w gnieździe. Zdarza się jednak, że uczestniczą nawet w porwaniach innych mrówek. W jednym gnieździe mogą znajdować się niewolnice pochodzące od różnych gatunków mrówek. Królowa zbójnicy krwistej może, w warunkach hodowlanych, zaadoptować robotnice z innych mrówek z rodzaju Formica (np. mrówka rudnica), pod warunkiem, że robotnice będą dodawane pojedynczo z wykorzystaniem czasowej hibernacji. Wykonać można to przez położenie robotnic (nawet najbardziej agresywnych robotnic z rodzaju Formica) na kostce lodu na około 15–30 sekund i następnie podanie zahibernowanej robotnicy blisko królowej zbójnicy. Jeśli potrzebne jest dostarczenie królowej zbójnicy większej ilości robotnic (powyżej 10 osobników), należy w międzyczasie podawać młodej kolonii małe ilości miodu (wielkości główki od szpilki), najbardziej polecany jest miód spadziowy.
Robotnica i królowa są ubarwione podobnie: odwłok i głowa brunatne, segment środkowy i nogi czerwone. Królowa ma wielkość około 10 mm, natomiast robotnice 6–9 mm.

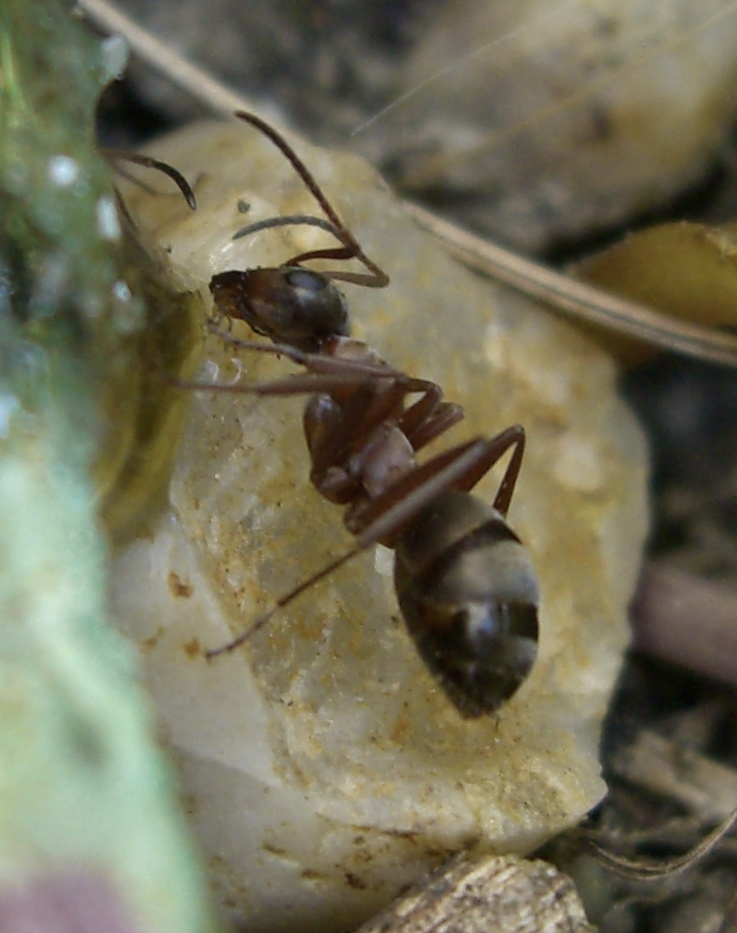
Robotnica
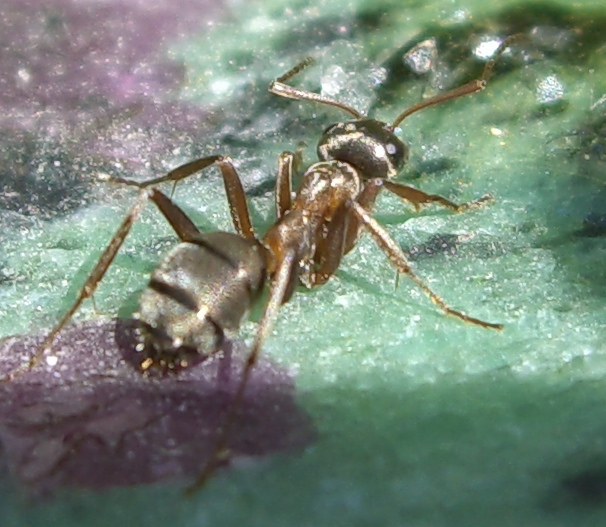
Robotnica
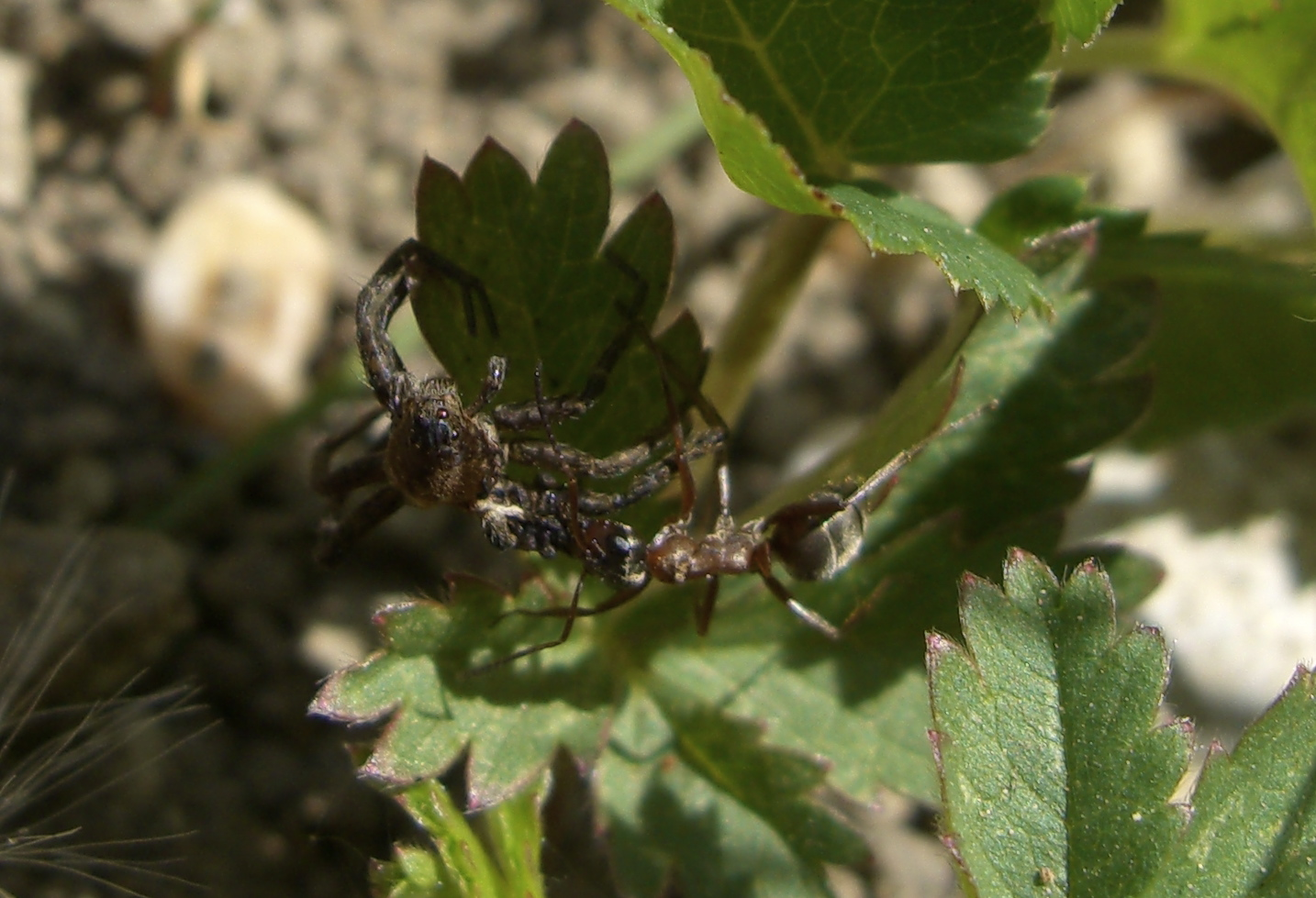
Robotnica transportuje martwego pajęczaka
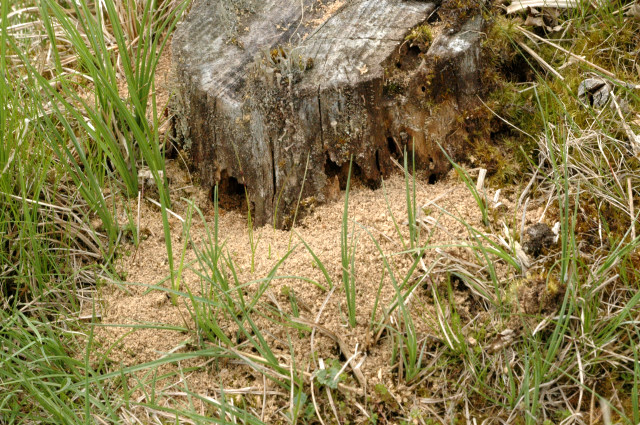
Gniazdo